# Copa Colsanitas 2013
Copa Colsanitas 2013 — жіночий тенісний турнір, що проходив на відкритих кортах з ґрунтовим покриттям. Це був 16-й турнір Copa Colsanitas. Належав до категорії International в рамках Туру WTA 2013. Відбувся в Centro de Alto Rendimiento в Боготі (Колумбія) з 18 до 24 лютого 2013 року.

## Учасниці основної сітки в одиночному розряді

### Сіяні
| Країна     | Гравчиня             | Рейтинг1 | Сіяна |
| ---------- | -------------------- | -------- | ----- |
| Сербія     | Єлена Янкович        | 25       | 1     |
| Франція    | Алізе Корне          | 36       | 2     |
| Іспанія    | Лурдес Домінгес Ліно | 53       | 3     |
| Італія     | Франческа Ск'явоне   | 54       | 4     |
| Італія     | Флавія Пеннетта      | 56       | 5     |
| Нідерланди | Аранча Рус           | 74       | 6     |
| Франція    | Полін Пармантьє      | 79       | 7     |
| Угорщина   | Тімеа Бабош          | 80       | 8     |

- Рейтинг are станом на 11 лютого 2013.

### Інші учасниці
Нижче наведено учасниць, які отримали вайлдкард на участь в основній сітці:
- Каталіна Кастаньйо
- Маріана дуке-Маріньйо
- Юліана Лісарасо

Нижче наведено гравчинь, які пробились в основну сітку через стадію кваліфікації:
- Шерон Фічмен
- Беатріс Гарсія-Відагані
- Тереза Мрдежа
- Тельяна Перейра

### Відмовились від участі
До початку турніру
- Ірина-Камелія Бегу
- Петра Цетковська
- Александра Дулгеру
- Едіна Галловіц-Халл
- Полона Герцог
- Роміна Опранді
- Віра Звонарьова (травма плеча)

## Учасниці основної сітки в парному розряді

### Сіяні
| Країна   | Гравчиня        | Країна     | Гравчиня           | Рейтинг1 | Сіяна |
| -------- | --------------- | ---------- | ------------------ | -------- | ----- |
| Чехія    | Ева Бірнерова   | Росія      | Олександра Панова  | 117      | 1     |
| Угорщина | Тімеа Бабош     | Люксембург | Менді Мінелла      | 139      | 2     |
| Росія    | Ніна Братчикова | Грузія     | Оксана Калашникова | 164      | 3     |
| США      | Джулія Коен     | Німеччина  | Татьяна Малек      | 218      | 4     |

- Рейтинг подано станом на 11 лютого 2013.

### Інші учасниці
Нижче наведено пари, які отримали вайлдкард на участь в основній сітці:
- Єлена Янкович /  Александра Крунич
- María Paulina Pérez /  Paula Andrea Pérez

## Переможниці

### Одиночний розряд
- Єлена Янкович —  Паула Ормаечеа, 6–1, 6–2

### Парний розряд
- Тімеа Бабош /  Менді Мінелла —  Ева Бірнерова /  Олександра Панова, 6–4, 6–3